# Kyathos

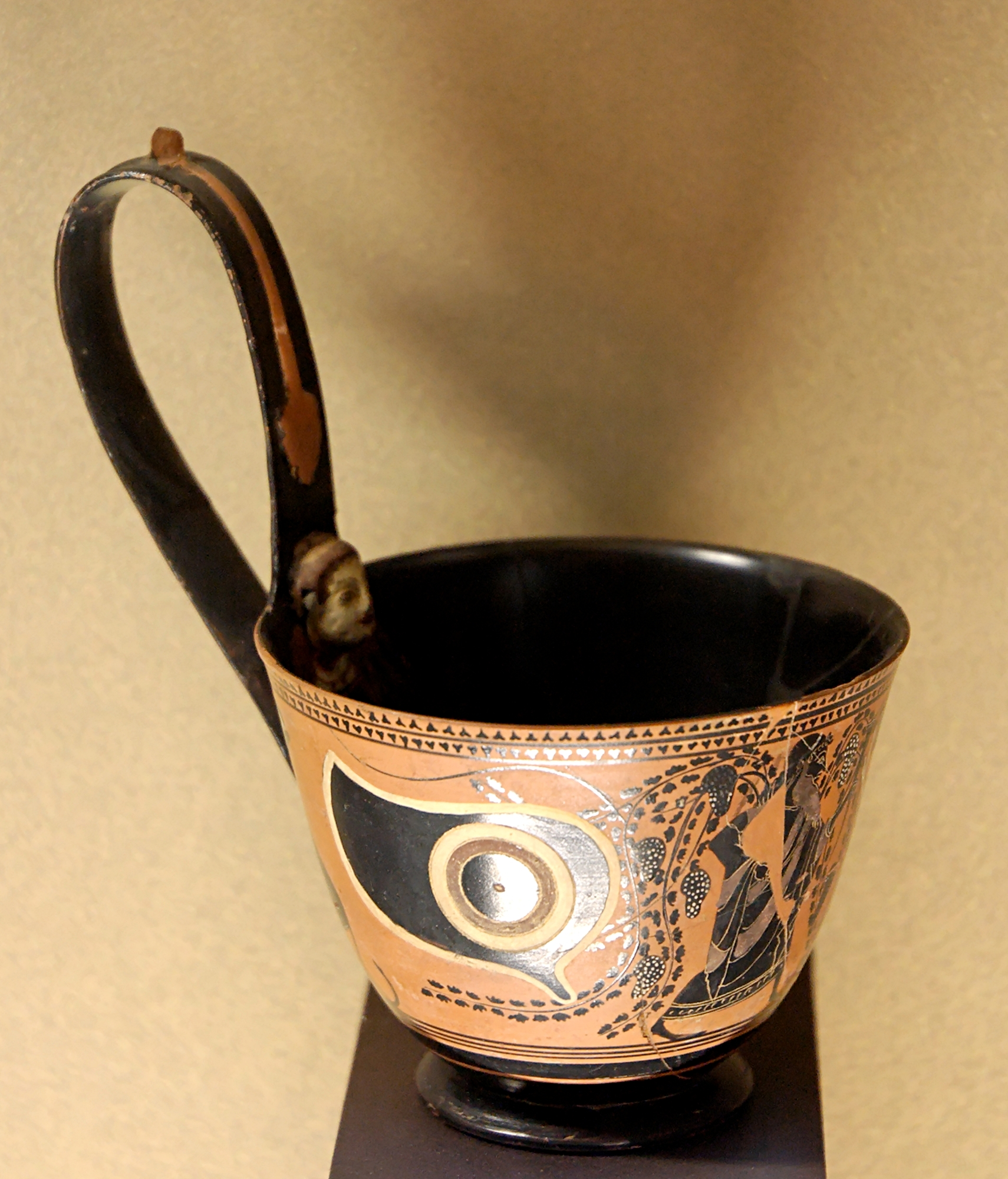
Dionýsos a maináda - attický černofigurový kyathos - 550 - 540 př. n. l.

Kyathos (z řečtiny κύαθος, plurál kyathoi) je starověký řecký čerpák nebo naběračka s jedním vysokým svislým držadlem. Podobně jako u kantharu jeho tvůrci vycházeli k kovových předloh. Jeho výroba spadá do období od konce 6. století do 1. poloviny 5. století př. n. l. Nejčastěji se vyskytoval v oblasti Etrurie. 
Vedle své primární funkce k nabírání vína sloužil i jako nejmenší řecká a později i římská dutá míra o objemu přibližně 0,045 l.